# Comuna de Wadowice
Wadowice (polaco: Gmina Wadowice) é uma gminy (comuna) na Polónia, na voivodia de Pequena Polónia e no condado de Wadowicki.
De acordo com os censos de 2006, a comuna tem 37455 habitantes, com uma densidade 331,5 hab/km².

## Área
Estende-se por uma área de 113 km².